# フットサルラジオINVIO!
『フットサルラジオINVIO!』（ふっとさるらじおいんびーお）は、「日経ラジオ社（ラジオNIKKEI）」が、2004年4月2日からレギュラー放送を開始したラジオ番組。
フットサル専門のラジオ番組としては、日本で最初の番組であると言われている。
2004年4月2日以前に不定期の放送を数回実施した。

## 放送時刻
第一放送　毎週金曜日23:45～24:00　（再放送）毎週日曜日7:25～7:40
（2006年4月から2007年9月までの放送時間、毎週金曜日22:30～23:00 （再放送） 毎週日曜日7:10～7:40）
2004年4月2日のレギュラー放送から2006年3月までの放送時間は、毎週金曜日7:00～7:30となっていた。
オンデマンド放送を毎週金曜日12:00までに更新しているので、短波ラジオよりも先にパソコンを使ってインターネットで番組を聴取できる。
（番組内容によっては、オンデマンド放送がない場合がある）
2004年4月2日のレギュラー放送から2006年3月まで、BSラジオNIKKEI301ch（BSC301ch）で毎週金曜日17:30～18:00に放送していた。

## パーソナリティ
- 竹川英紀（ラジオNIKKEIアナウンサー。2004年4月～）
- 小島くるみ（2005年4月～）
- 丸山葵（2007年4月～）

## 番組内容
フットサルに関すること全般について幅広く番組で取り上げている。具体的には
- RADIO NIKKEI CUPのレポート、出場チームの選手へのインタビュー
- フットサル日本代表やフットサル日本代表の国際試合のレポート
- Fリーグのレポート
- フットサル関東リーグをはじめとする地域リーグの試合結果等のレポート
- 競技フットサル選手、監督へのインタビュー
- フットサル用品ブランド、フットサル施設等のフットサル関連ビジネスを営む人へのインタビュー
- スフィアリーグなどの芸能人女子フットサルの話

などである。
競技フットサル選手が番組ゲストとしてスタジオに来ることが多い。RADIO NIKKEI CUPのゲストチームとして出場する女子芸能人が番組ゲストに来ることもある。

## RADIO NIKKEI CUP
この番組で主催するフットサル大会。年間10～20回ほど開催される。ビギナークラスを対象としてフットサルを気軽に楽しむことに主眼を置いた和気藹々とした大会である。通常のビギナークラス大会とあわせて、MIXチーム大会（男女混合チームであることが出場条件）やレディース大会が実施されることもある。
大会の模様は収録されて、出場チームの選手インタビューなどが番組内で流される。
芸能人女子フットサルチームがゲスト参加することもある。
首都圏の民間フットサル施設にて開催されることが多いが、関西地方や東北地方で開催されることもある。

## 番組の特徴など
- 番組開始当初からインターネットラジオとしてオンデマンド配信による聴取者にも配慮した番組づくりを考えていた。
- 地域リーグ全般を取り上げているが番組収録が東京のため、どうしても地域リーグの話は関東リーグ中心でそれ以外の地域リーグについては手薄になりがちである。
- フットサル競技者やフットサル愛好者がメイン聴取層であろうから、『株式・競馬・医療』の３大コンテンツを柱とする従来からのラジオNIKKEIの番組とは無縁の聴取者も多いと予想される。その意味で、こちらも従来からのラジオNIKKEIのメイン聴取層とは恐らく無縁であろう「渡辺和昭のしゃべってしゃべって60分」とともにラジオNIKKEIが誇る二大「裏」人気コンテンツと評されることもある。
- 実際に番組へのアクセスも多く、ラジオNIKKEI内の番組別月間アクセスランキングでは上位に位置している。また2005年11月に雑誌AERAでインターネットラジオについて取り上げた記事の中で、この番組が成功事例として取り上げられた。
- NTTドコモの携帯電話「iモード」の公式サイト『ラジオNIKKEIモバイル』より、専用iアプリを利用して、オンデマンド配信を聞くことが出来る。
- 初代パーソナリティは竹川英紀と影山のぞみだった。影山がレギュラーパーソナリティだった期間は2004年4月から2007年3月までの3年間。